# Universidad Mexicana de Educación a Distancia
La Universidad Mexicana de Educación a Distancia (abreviada UMED) es una universidad privada de educación a distancia. Fue fundada en el año de 1993, siendo la primera institución educativa de México dedicada a ofrecer exclusivamente licenciaturas en educación abierta a distancia a este nivel, en cuya modalidad no escolarizada, el estudiante con el apoyo de la institución, construye su propio aprendizaje, desarrollando aptitudes autodidactas, los programas académicos ofrecidos cuentan con reconocimiento de validez oficial de estudios de las autoridades educativas correspondientes.
La sede central está ubicada en la ciudad de Cuernavaca en el estado de Morelos, contando también con planteles en las ciudades de Cuautla (Morelos), Toluca (México), Acapulco (Guerrero), León (Guanajuato) y Morelia (Michoacán).
Su oferta educativa está compuesta por bachillerato abierto, además de las licenciaturas en Derecho, Administración, Contador Público, Desarrollo de software y Psicología, a nivel posgrado cuenta con las Especialidades en Ciencias Penales, en Sistemas de Calidad, en Educación Abierta a Distancia, y las Maestrías en Sistemas de Calidad, en Administración Pública Municipal, en Ciencias Penales, en Garantías y Amparo, en Derecho Empresarial, y la Maestría en Contribuciones Fiscales.